# Gaumenbein

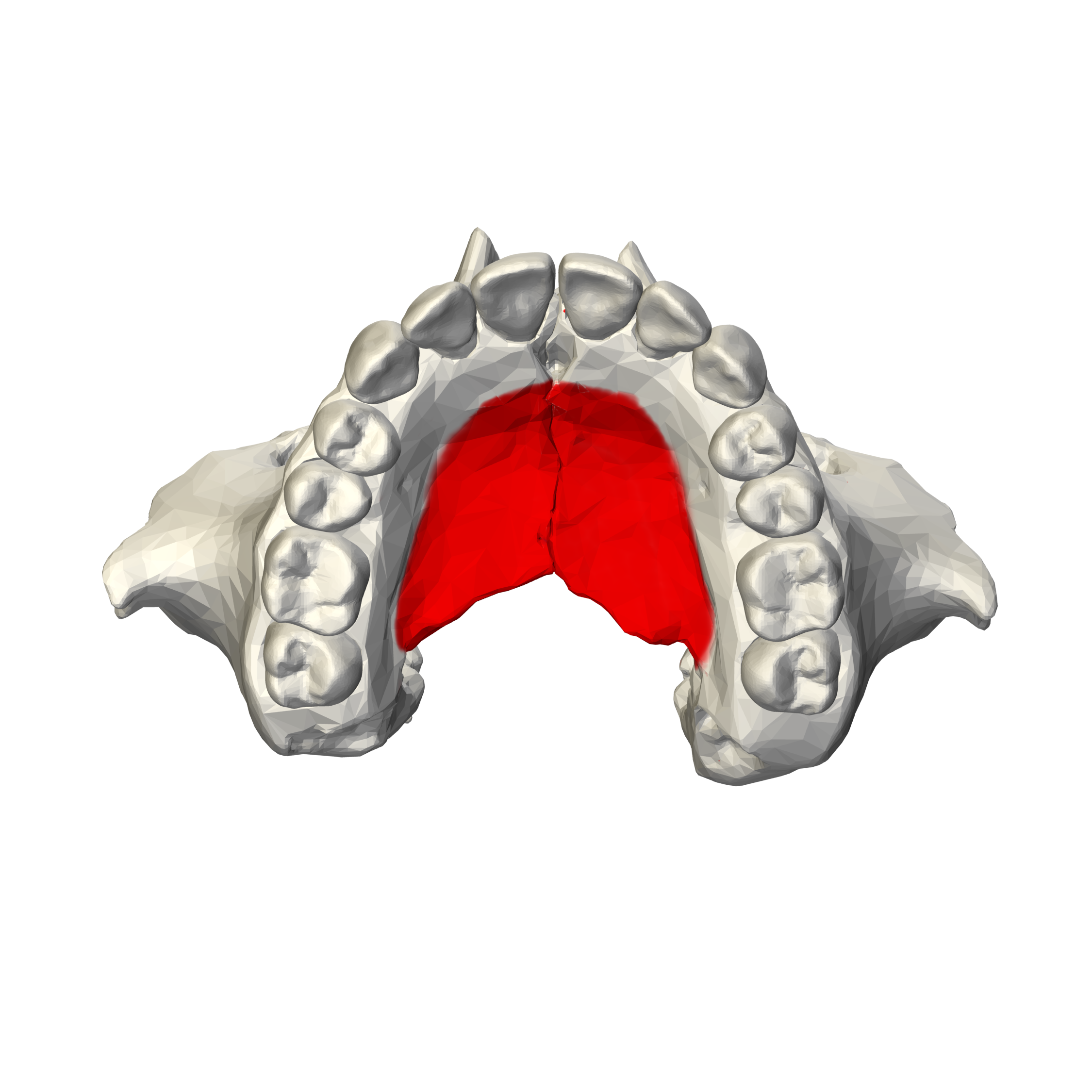
Ansicht von inferior bei Menschen.

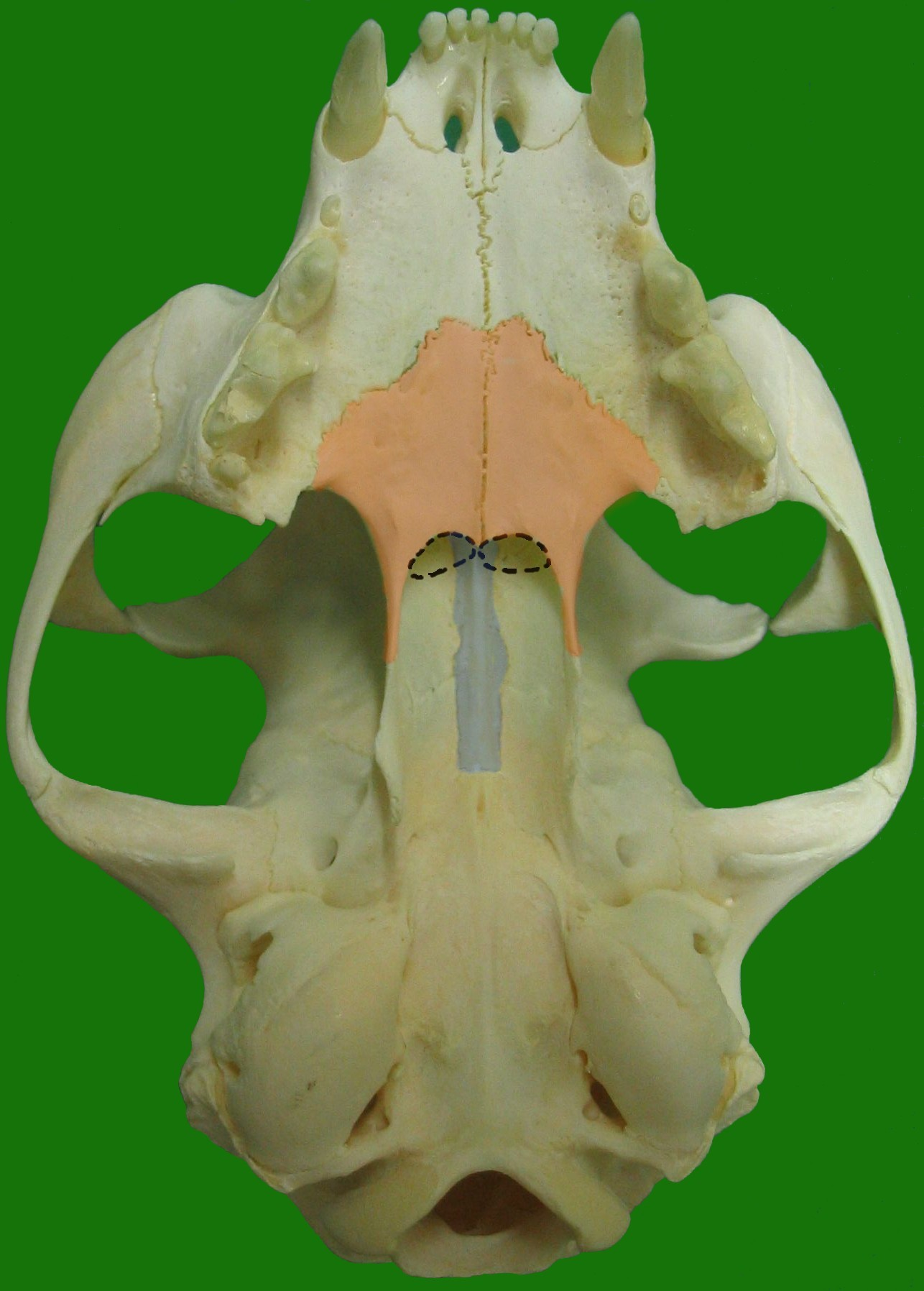
Schädelbasis der Katze. Gaumenbein (Lamina horizontalis, rot), Pflugscharbein (blau), Choane (Strichlinie).

Das Gaumenbein (lat. Os palatinum) ist ein Knochen des Schädels, genauer des Gesichtsschädels. Es trägt neben dem Oberkiefer zur Abgrenzung von Nasen- und Mundhöhle bei und stützt den hinteren Teil des harten Gaumens (Palatum durum).
Das Gaumenbein wird in eine horizontale Platte (Lamina horizontalis) und eine vertikale Platte (Lamina perpendicularis) untergliedert. 
Die Lamina horizontalis bildet einen Teil des Gaumens und steht in Verbindung mit dem Pflugscharbein (Vomer). Ihr Hinterrand begrenzt die Choanenöffnung.
Die Lamina perpendicularis des Gaumenbeins bildet zusammen mit dem Keilbein (Os sphenoidale) und dem Flügelbein (Os pterygoideum) (das beim Menschen ebenfalls zum Keilbein gezählt wird) bei Säugetieren die Flügelgaumengrube (Fossa pterygopalatina), worin Nerven (Äste des Nervus maxillaris, Ganglion pterygopalatinum) und Gefäße (Äste der Arteria maxillaris) verlaufen.

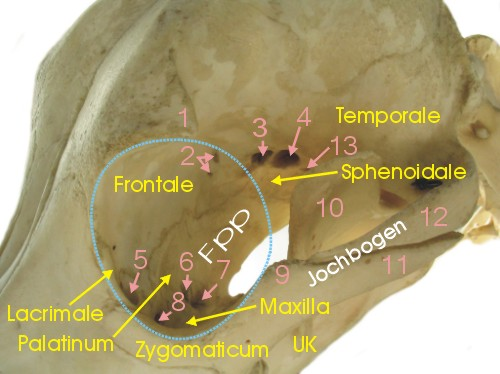
Orbita eines Hundes. 'Palatinum' bezeichnet die Lamina perpendicularis des Gaumenbeins, 'Fpp' die Fossa pterygopalatina (Flügelgaumengrube).